# Hister hanka
Hister hanka är en skalbaggsart som beskrevs av Kapler 1994. Hister hanka ingår i släktet Hister och familjen stumpbaggar. Inga underarter finns listade i Catalogue of Life.